# Junta de Comandantes das Forças Armadas da Bolívia (1980)
A Junta de Comandantes das Forças Armadas foi uma junta militar que governou a Bolívia a partir de 18 de julho de 1980, após a derrubada da presidente Lidia Gueiler Tejada em 17 de julho de 1980.
A junta foi composta pelo General Luis García Meza Tejada, pelo General Waldo Bernal Pereira - o Comandante da Força Aérea Boliviana - e pelo General Ramiro Terrazas Rodríguez. Em dezembro de 1980, em uma entrevista na televisão, o General Waldo Bernal Pereira, membro da Junta, declarou que "algum dia, haverá eleições". 
Lidia Gueiler Tejada deixou o país e viveu na França até a queda da ditadura em 1982.
O general Luis García Meza Tejada seria presidente (ditador) da Bolívia de 18 de julho de 1980 a 4 de agosto de 1981, quando a junta militar Torrelio-Bernal-Pammo chegou ao poder.